# Fortaleza Antonia

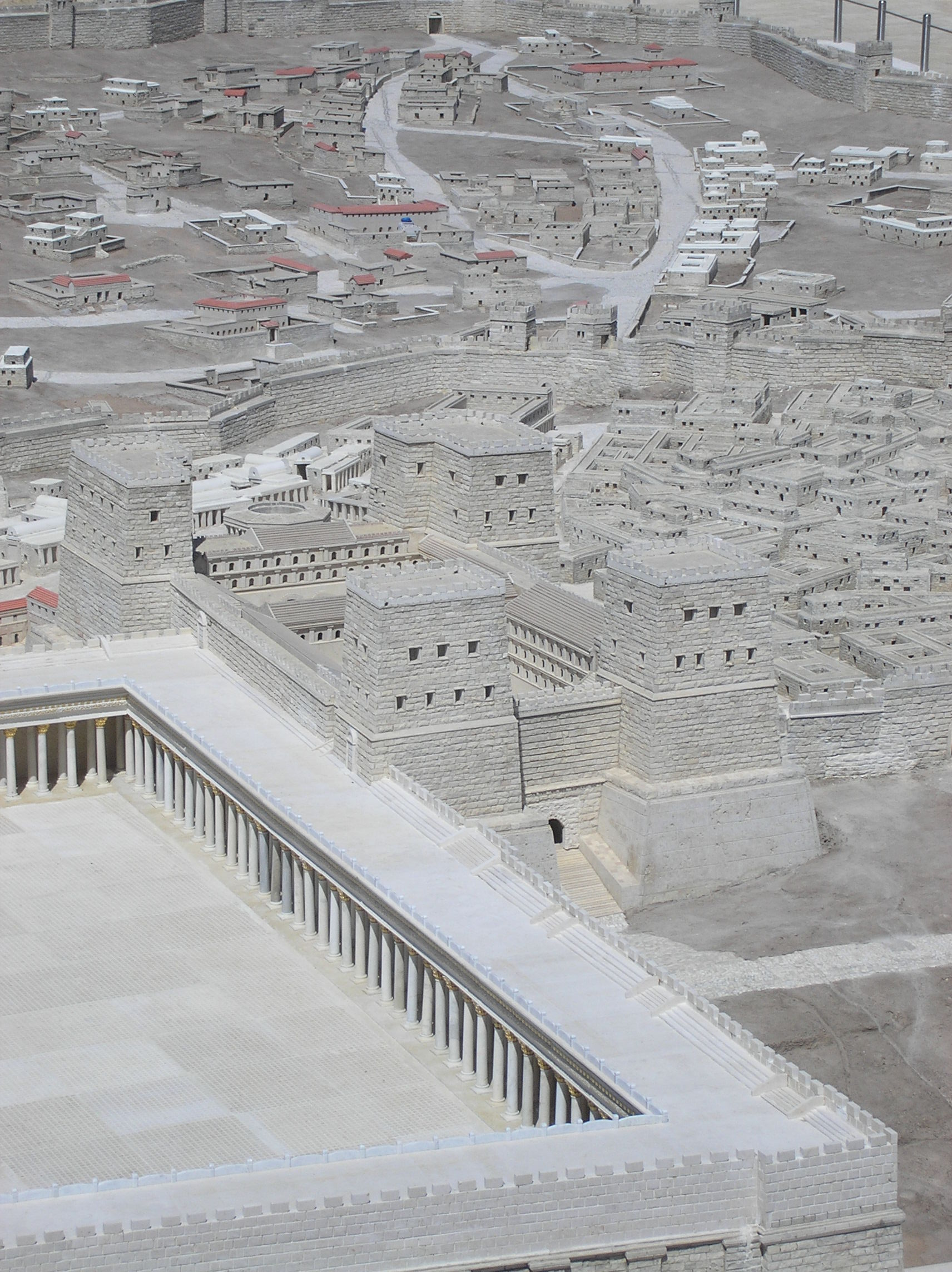
Maqueta de la Fortaleza Antonia —actualmente en el Museo de Israel—.

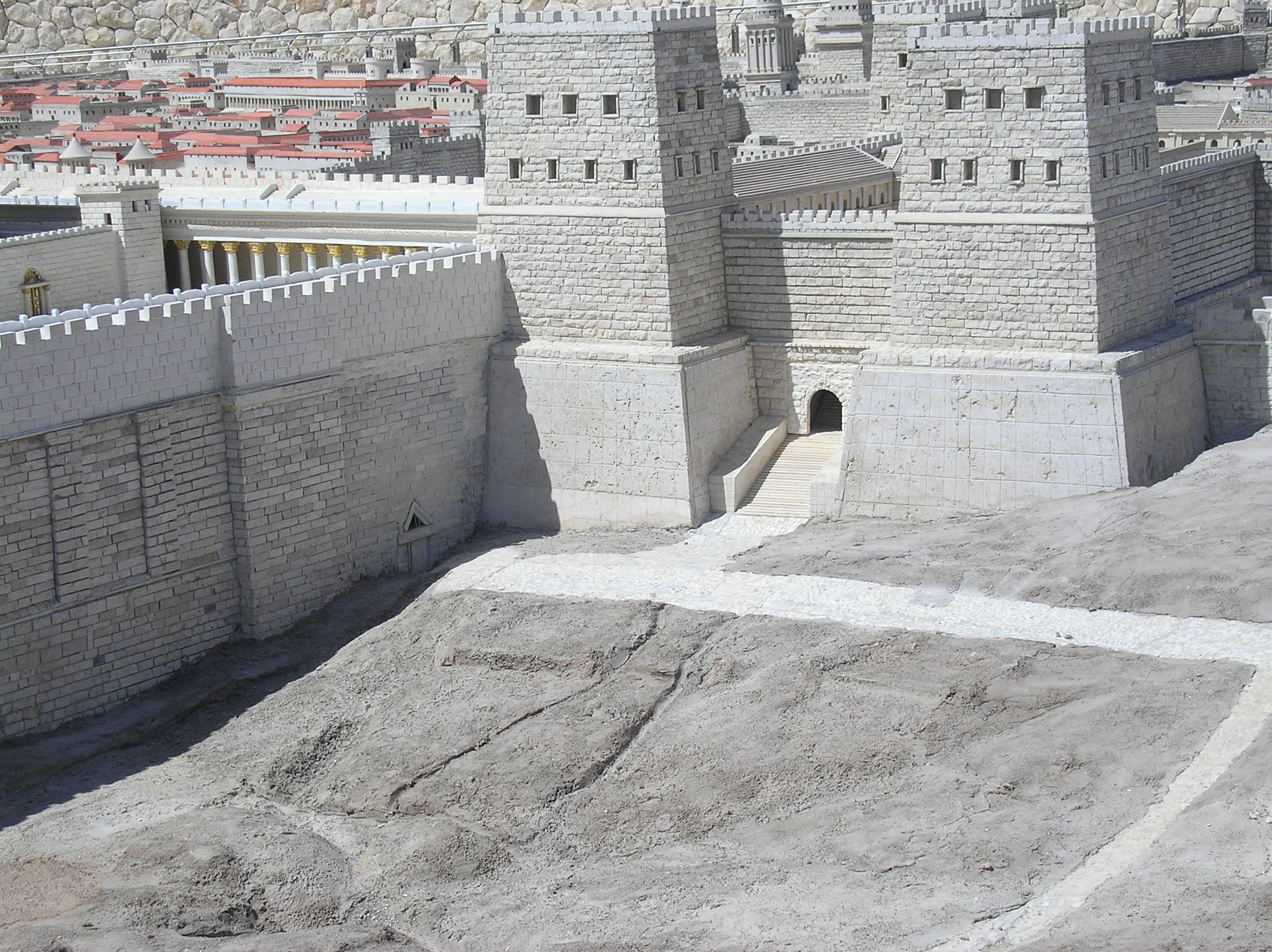
La fortaleza y la puerta Taddy (posible "Puerta de las Ovejas" ubicada al noreste de la ciudad, y con referencias en Nehemias 3.1, Juan 5.2, 10.7).

La Fortaleza Antonia o Torre de Antonio fue un acuartelamiento militar construido por Herodes el Grande en Jerusalén en la época del antiguo Imperio romano. Fue construida sobre el emplazamiento de la plaza fuerte Asmonea, y fue nombrada en honor a Marco Antonio, el cual fue un fuerte aliado político en el ascenso de Herodes al trono. La fortaleza fue edificada en el extremo oriental de la segunda muralla de la ciudad y estaba ubicada en al noreste de ésta, cercano al Templo y al Estanque de Betesda. Se cree que el pretorio de Jerusalén se encontraba en un área en el interior de la Fortaleza Antonia. El pretorio fue el sitio donde tuvo lugar el juicio de Jesús ante Pilato.
Antes de la primera guerra judeo-romana, la fortaleza era el cuartel de parte de la guarnición romana de Jerusalén y allí también eran custodiadas las vestiduras del sumo sacerdote.
La fortaleza fue destruida en 70 d. C. por el ejército de Tito durante el sitio de Jerusalén. Tito capturó la fortaleza como un preámbulo al ataque al complejo del Templo. 

## Descripción dada por Josefo
El historiador Flavio Josefo describió a la fortaleza como «una torre con cuatro torres en cada esquina». Josefo ubicó a la fortaleza en la esquina noroccidental de las columnatas que rodeaban el Templo. Las ilustraciones modernas usualmente muestran a la fortaleza ubicada a lo largo del lado norte del cerco del Templo.
No obstante, las descripciones suministradas por Josefo de Jerusalén sugieren que la fortaleza estuvo separada del cerco mismo, y probablemente conectada por dos columnatas con un espacio estrecho entre ellas. Las mediciones indicadas por Josefo sugieren una separación de 200 metros entre los dos complejos.
En ella tuvieron lugar los siguientes acontecimientos:
- Juicio de  Pilato a Jesús de Nazaret.
- Discurso de defensa de Pablo de Tarso durante el complot para su captura llevado a cabo por los partidos religiosos de la época.
- Ocupación durante la primera guerra judeo-romana liderada por los zelotes.
- Sitio de Jerusalén por las tropas de Tito (año 70 d. C.).

## Hallazgo arqueológico
Durante excavaciones llevadas a cabo en 1933, se hizo el descubrimiento del enlosado o pavimento (piso del patio de la Fortaleza). En la Biblia hay una referencia a un sitio denominado «el empedrado» (Juan) donde fue juzgado Jesucristo. Puede que se refiera a otro, puesto que «el empedrado» data de 150 años después del piso realmente existente en la edificación resguardo de Poncio.
Un grupo de historiadores y arqueólogos aseguran haber encontrado los restos del palacio de Herodes el Grande, el sitio donde el juicio a Jesús pudo tener lugar antes de su crucifixión. El descubrimiento tiene sus orígenes hace 15 años, con los planes de expansión del Museo Torre de David en Jerusalén, cuando se comenzó a cavar el suelo de un viejo edificio abandonado junto a la estructura, utilizado como una cárcel. Hoy, después de años de excavación y retrasos causados por las guerras y falta de fondos, los arqueólogos poco a poco fueron encontrando restos de cimientos, paredes e incluso un sistema de alcantarillado subterráneo. 
Tanto historiadores como otros expertos coinciden en que el palacio de Herodes se ubica en el lado occidental de la ciudad vieja de Jerusalén, cerca del museo. Sin embargo, si Jesús fue en realidad enjuiciado por Poncio Pilato en ese lugar sigue siendo objeto de controversia; una teoría indica que el juicio se realizó en un campamento militar llamado Fortaleza Antonia, en el área noreste, mientras que los arqueólogos afirman que hay pocas dudas de que el juicio se produjo en algún lugar dentro de recinto del palacio de Herodes, y según lo descrito en el Evangelio de Juan, la escena encaja con los hallazgos anteriores cerca de la prisión. 
Actualmente, el descubrimiento se está mostrando al público a través de visitas guiadas organizadas por el museo. Según los arqueólogos, la prisión podría convertirse en un nuevo lugar sagrado para los peregrinos cristianos, o incluso cambiar la ruta del Vía Crucis.
Sobre estas ruinas actualmente hay una escuela Árabe (sobre la vía dolorosa); encima de la esplanada esta el Estudium Biblicum Franciscanum, y también la casa de las hermanas de Sion; en el sitio probable de flagelación de Jesús está actualmente el Convento de Los Franciscanos de la Flagelación.